# Tary Lajos (festő)
Tary Lajos Ferenc (Budapest, 1884. augusztus 24. – Budapest, Erzsébetváros, 1972. július 24.) festőművész, tanár.

## Életrajza
Édesapja Tary Ferenc pék, édesanyja Csányi Julianna. 1906-ban végzett az Országos Iparművészeti Főiskolán a díszítő-festő szakon jeles eredménnyel. 1907-ben Ferencz József-ösztöndíjat kapott. 1908-ban a Budapesti Képzőművészeti Főiskolán az Országos Rajztanárvizsgáló Bizottságnál rajztanári oklevelet szerzett. 1922-ben Szepesolasziban feleségül vette Medvetz Máriát. 1922-52-ig ipari iskolában rajzot tanított.
Munkássága elsősorban a templomok freskóinak tervezése, festése, oltárképek festése, középkori falfestések feltárása, restaurálása a Műemlékek Országos Bizottságának megbízásából. A második világháború után ilyen jellegű megrendeléseket már nem kapott, így az 1946-os idegösszeroppanása után már csak rajztanári munkát végzett 1952-ig, nyugdíjba vonulásáig. 
Házasságából (felesége Medvecz Mária) két leánya született, Mária 1923-ban és Éva 1927-ben. Tary Lajos 1972. július 24-én hunyt el, 1972. augusztus 1-jén délután helyezték örök nyugalomra a Farkasréti temetőben a római katolikus egyház szertartása szerint.

## Művészeti iskolái
Gróh István iparművészeti iskolai tanár műtermében és megbízásából zenetörténeti frízt festett a Zeneakadémián, mint illusztrátor.
Sándor Béla iparművészeti iskolai tanár műtermében falképfestőként dolgozott a Sio-agárdi és a paksi római katolikus templom freskóinak megfestésében(1907).
Lóhr Ferenc festőművésznek több templom festési tervét készítette el és falkép-festőként freskókat festett. Pl.: Ungváron a Papnevelő Intézet görögkatolikus kápolna freskóit tervezte és festette, Kecskeméten a földrengés által megsérült Roskovits-falképeket javította (1911), Kiskunfélegyházán a római katolikus ótemplomban, később az újtemplomban, majd Zentatornyoson freskókat készített. Csongrádon a római katolikus templom (Nagyboldogasszony templom) freskóterveit, a freskók festését és a főoltárképet (1917) is ő készítette. Bajon a római katolikus templomban és Budafokon a Törley kápolnában freskókat festett (1908).

## Munkái

### Restaurálás
A Műemlékek Országos Bizottságának megbízásából végzett munkái: középkori mész alatt lappangó falképek feltárása, lefestése, restaurálása :
- Szmrecsány /Liptó m./ rk. Templom falmennyezete (1902)
- Tótlak-Velemér /Zala m./  középkori falképek másolása (1903)
- Vajda -Hunyad vára /Vajda-Hunyad m./ falfestmények lefestése
- Nagyenyed /Alsó-Fehér vármegye/ és Torockó /Torda-Aranyos m./ népművészeti tárgyak lefestése (1904, 1906)
- Zsegnye  /Sáros m./ evangélikus templom falképeinek másolatai (1905)
- Nagyszeben /Szeben m./ ev. Templom falfestményeinek lefestése (1905)
- Vörösklastromban (Szepes m. / a kolostor falképeit tárta fel és másolta le (1909)
- Podolin /Szepes m./ a rk. Templom freskóinak feltárása, lefestése, az egész templom restaurálása (1911-1912)
- Zsegra /Szepes m./ rk. Templom falfestése és lefestése (1913)

### Oltárképei
- Nedecz /Szepes m./ rk. templom két oltárképe (1911)
- Kaczvin /Szepes m./ rk. templom részére főoltárkép "Utolsó Vacsora" (1912)
- Szepesófalva /Szepes m./ rk. templom oltárképe: Tizian: Mária mennybemenetele másolat
- Csongrádi Nagyboldogasszony rk. templom oltárképe: Tizian: Mária mennybemenetele másolat (1917)
- Szepesolaszi /Szepes m./ rk. templom "Keresztelő szent János" főoltárkép (1927) "Szent Mihály" és "Magdolna" két mellék oltárkép (1928), a kápolna részére "Szent János" kép (1930)

### Történelmi tárgyú képei
- A Műemlékek Országos Bizottsága 1917-ben megbízta IV. Károly király koronázásának megfestésével. Ebből a "Kardvágás" képrész készült el, amelynek nagyméretű megfestése a Magyar Képviselőház részére a hiteles megrendelés ellenére nem kerülhetett sor. A kisméretű képet a Műemlékek Országos Bizottsága megvette.
- "Őszi Rózsa Forradalom (1918) című képét a Hadtörténeti Múzeum 1960-ban megvette.

### Egyéb művei
- Portrék, olajképek, akvarellek, grafikák
- Plakát, bélyeg és pénzpályázaton több aranyérmet I., II., és III. díjat, dicséretet kapott
- Sgrafittókat készített a Sternberg házra, Dreher, Hági sörözők részére, Pusztavámon, Debrecenben, Székesfehérváron, Kassán és Szegeden